# Combat Vehicle 90
Le Combat Vehicle 90 (CV90) ou Stridsfordon 90 (Strf 90) en suédois est un véhicule de combat d'infanterie suédois conçu par Hägglunds / Bofors et actuellement produit par BAE Systems Hägglunds.

## Historique
Les spécifications du Stridsfordon 90 sont émises en 1986 ; il est destiné à remplacer le Pansarbandvagn 302. La production du CV90 a débuté en 1993 et, depuis, plus de 1 300 véhicules ont été commandés. La version transport de troupes emporte 7 à 8 soldats et a un équipage de trois personnes.
Les CV90 connaissent leur baptême du feu en novembre 2007, lorsque l'armée norvégienne les utilisa pendant l'opération Harekate Yolo en Afghanistan : au cours de la première semaine du mois, les forces norvégiennes de la Force internationale d'assistance et de sécurité (ISAF) basées à Mazar-e-Sharif ont contre-attaqué après une attaque des talibans sur l'armée nationale afghane dans le district de Ghowrmach. Surpassés en nombre par les forces talibanes, les Norvégiens ont utilisé des mortiers et leurs CV90 pour repousser l'attaque.
Les CV90 ont plus tard été largement utilisés par les forces norvégiennes de l'ISAF en mai 2008, lorsque, au cours de l'opération Karez dans la province de Badghis, elles ont été sous le feu des mitrailleuses lourdes et des RPG de combattants talibans.
Les CV90 suédois ont également été en service au Liberia. Une cinquantaine d'exemplaires ont été donnés aux Forces armées ukrainiennes après l'invasion de l'Ukraine par la Russie en 2022.
Le premier CV90 livré (rétroactivement nommé Mark 0) est destiné à la Suède. La variante suivante du CV90, connue sous le nom de MkI, est livrée à la Norvège en 1998. Le CV90 Mk I sert de base au développement suivant, le CV90 Mk II qui est produit en trois variantes : le CV9030 CH pour la Suisse en 2002, un Véhicule de combat d'infanterie (VCI), et le CV9030 FIN pour la Finlande en 2003. La variante Mk III du CV90 est une évolution du CV90 Mk II proposée à la Suisse en 2007. Les principaux points d'amélioration concernent la létalité, la combativité, l'architecture électronique, le système d'arme et la mobilité. Le CV90 Mk IV, présenté en 2018, est équipé d'un nouveau moteur Scania développant jusqu'à 1 000 chevaux (750 kW) et de la dernière transmission renforcée X300 améliorée. Son poids maximal a été porté de 35 à 37 tonnes, permettant d'accueillir deux tonnes de charge utile supplémentaire, sans compromettre l'agilité du véhicule
. L'armée suédoise soutient le développement d'une variante améliorée entre 2023 et 2027. Aucun accord n'a encore été conclu entre la FMV et l'industrie concernant ce développement.

## Caractéristiques

### Armement
Les CV9040 suédois sont armés d'un canon à tir rapide Bofors 40/70Ba d'un calibre de 40 mm monté dans une tourelle biplace. Par rapport au canon antiaérien Bofors 40 L 70 duquel il est dérivé, le 40/70Ba a sa culasse montée à l'envers avec sa glissière à munitions installée en dessous du boîtier de culasse.
 Il est alimenté par vingt-quatre obus répartis dans trois magasins à munitions placés en dessous de la glissière à munitions. En fonction du type de munition sélectionné, les magasins coulissent latéralement en un seul ensemble pour s'aligner, en quelques secondes, avec la glissière à munitions. Les magasins sont réapprovisionnés, à la main, par le tireur ou le chef d'engin, qui ont accès à un plateau tournant d'une contenance de quarante-huit obus. Celui-ci est installé dans le fond du panier de la tourelle du CV90. Les cent-soixante-deux obus de calibre 40 mm restants sont entreposés dans le châssis, sous la tourelle, par conteneur de quatre.
L'éjection des douilles se fait vers l'avant, à l’extérieur de la tourelle.
Les CV9030 sont armés d'un canon-mitrailleur de calibre 30 mm Mk44 Bushmaster II de type chain gun. Il est alimenté par deux couloirs d’alimentation indépendants contenant chacun une bande de quatre-vingts obus.

Les CV9035 sont armés, eux, d'un canon-mitrailleur de calibre 35 mm Bushmaster III de type chain gun. Il est alimenté par deux couloirs d’alimentation indépendants contenant chacun une bande de trente-cinq obus. 
Cent-trente-trois obus de 35 mm sont placés sous la tourelle et groupés par bande de sept cartouches. Les CV9035NL MLU néerlandais embarquent 20 à 25% d'obus de calibre 35 mm prêts à l'emploi grâce à l'agencement interne de la nouvelle tourelle.

### Conduite de tir et moyens d'observation
- Le tireur dispose du viseur stabilisé Saab UTAAS (Universal Tank and Anti-Aircraft System) intégrant un télémètre laser et une conduite de tir automatisée. L'observation et le tir de jour se font via un viseur monoculaire ayant un grossissement de × 8 ou par un épiscope grand angle ayant un grossissement de × 1. L'observation et le tir de nuit se font via une caméra thermique Kollsman ou Catherine XP intégrée possédant deux grossissements (× 8 et × 12).
- Le chef d'engin dispose de six épiscopes montés sur son tourelleau lui offrant un champ de vision de 360° autour de l'engin. Certains modèles de CV90 sont équipés de viseurs panoramiques MT-DNGS ou SOPELEM M371 offrant deux grossissements (×1 et ×16)
- Le conducteur possède trois épiscopes.

### Mobilité

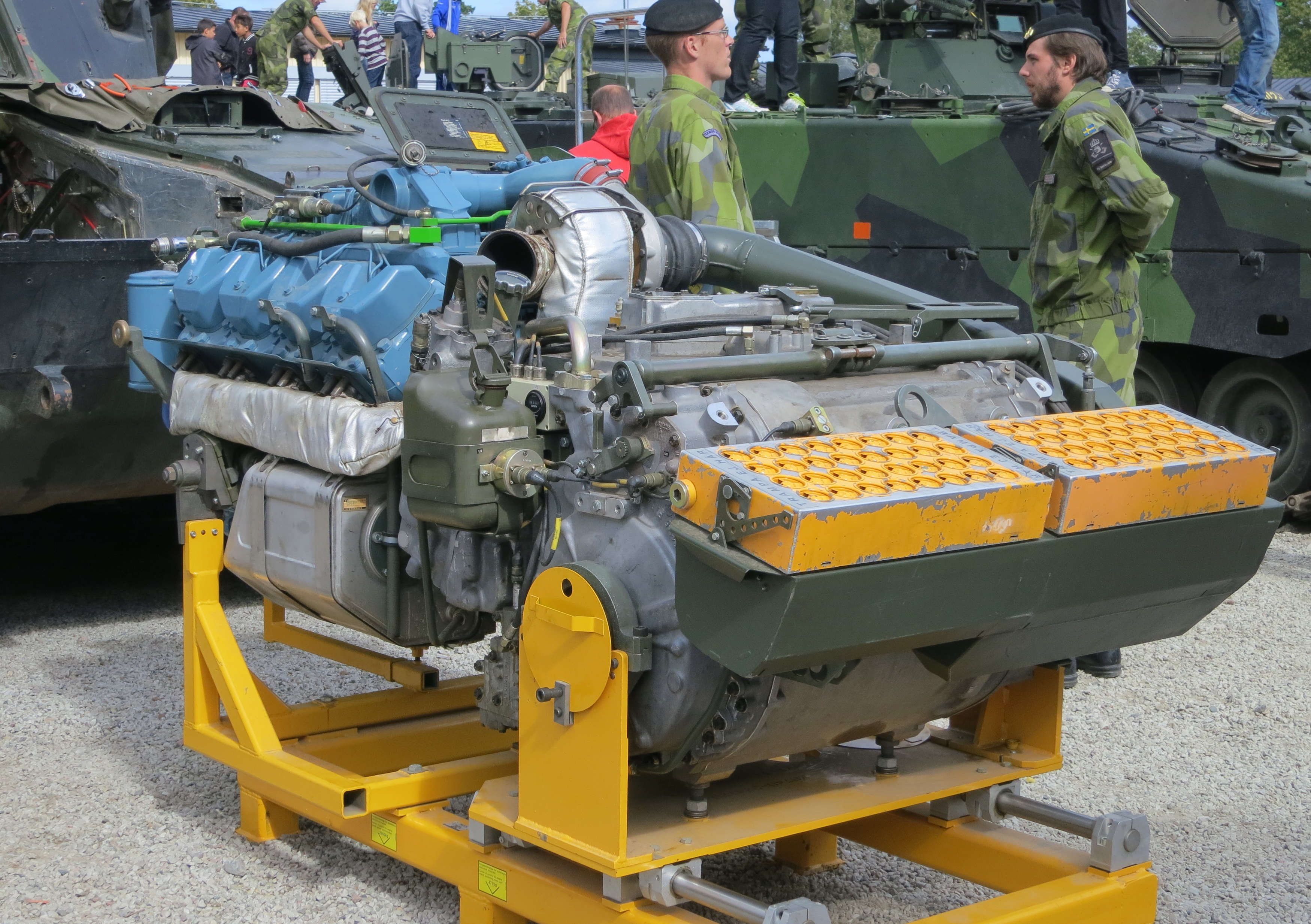
Le groupe motopropulseur du CV90 comprenant le moteur, la boîte de mécanismes et la poutre de ventilation.

Les premiers modèles de CV90 possèdent un moteur Diesel à huit cylindres en V à refroidissement liquide Scania DSI 14 d'une puissance comprise entre 550 ch à 670 ch pour une cylindrée de 14,2 ℓ.
Les CV9035 danois et néerlandais possèdent le DSI 16 développant entre 755 ch et 816 ch suivant le pays pour une cylindrée de 16 ℓ.
Le moteur est accouplé à une boîte de mécanismes Perkins Engines Company X-300-8 ou X-300-5N intégrant une boîte de vitesses automatique, une direction hydrostatique et un système de freinage à disques.
Les modèles les plus récents sont équipés de la boîte Detroit Diesel Allison X-300-12Dk.
Le train de roulement de type Vickers à sept galets de roulement par chenille, avec rouleaux porteurs. La suspension comprend quatorze barres de torsion et des amortisseurs rotatifs à friction sur la première, deuxième, sixième et septième paire de galets.

### Protection
La caisse et la tourelle du CV90 consistent en un assemblage de tôles d'acier de haute dureté d'une épaisseur allant de 6 mm à 20 mm. Ces épaisseurs garantissent une protection de l'arc frontal contre les balles de calibre 12,7 mm et les obus perforants incendiaires de 23 mm. Les flancs du CV90 sont à l'épreuve des balles de 7,62 mm.

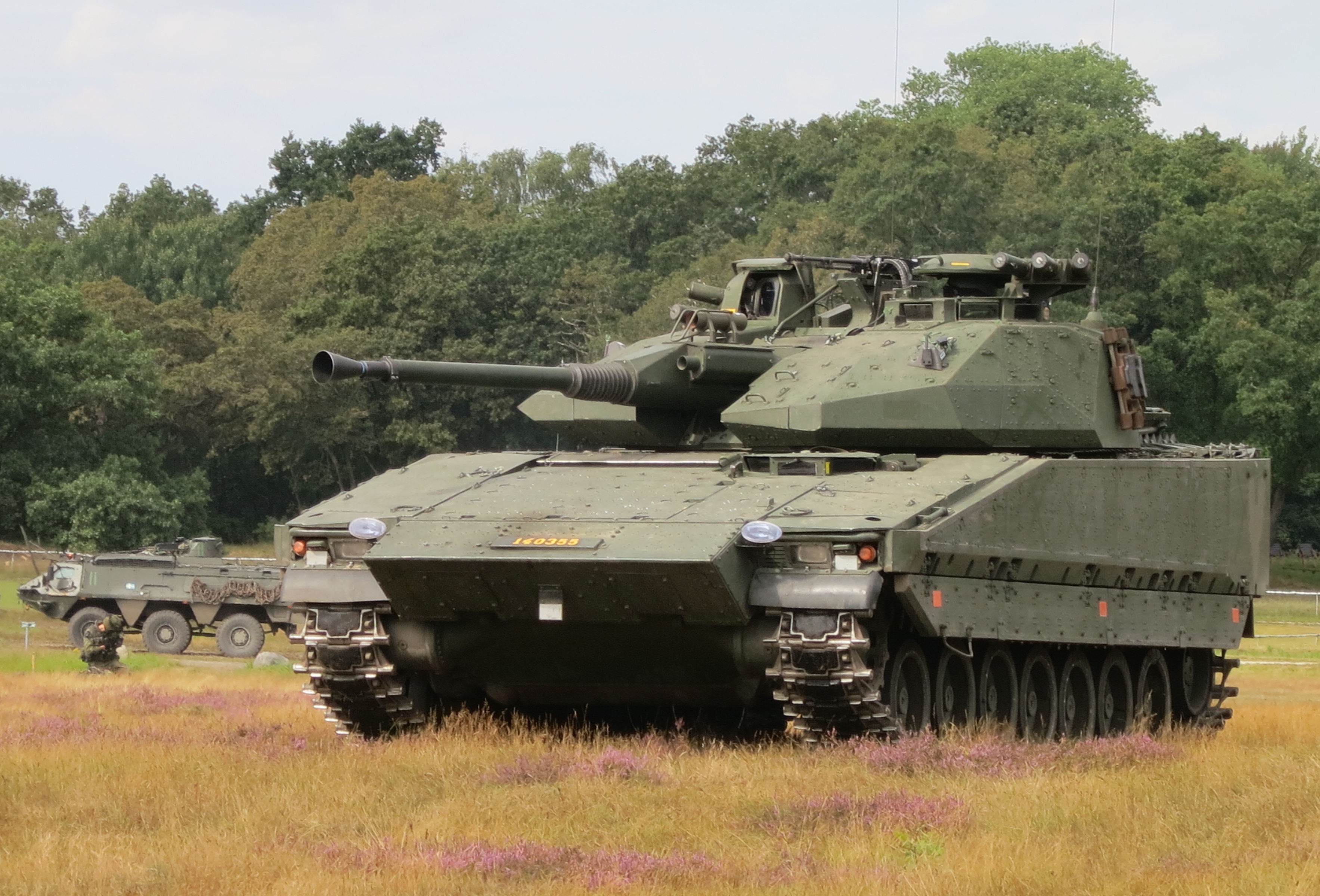
Le Strf 9040C suédois est recouvert d'un blindage composite additionnel.

Les Strf 9040C suédois possèdent un surblindage composite AMAP (Advanced Modular Armour Protection) fabriqué par la firme allemande IBD Deisenroth Engineering. Renfermant des sandwichs PAC, il offre une protection contre les obus-flèches de calibre 30 mm et les munitions des lance-roquettes antichars de type RPG. Le kit AMAP inclut également un revêtement pare-éclats tapissant les parois intérieures de l'engin et une plaque de blindage ventral augmentant sa résistance aux explosions de mines.
Les CV9030N norvégiens et les CV9035DK danois sont recouverts d'un blindage composite à base de céramique technique appelé MEXAS Medium. Les CV9035DK possèdent également des grilles RoofPRO-P et des préblindages SidePro, tous deux fabriqués par la société suisse RUAG.

## Versions et variantes

### Modèles suédois
- Strf 9040 : modèle original entré en service dans l'armée suédoise en 1993.
- Strf 9040A : Strf 9040 équipé d'un dispositif hydraulique externe placé dans un boîtier blindé situé sur la face avant-gauche de sa tourelle, il permet la stabilisation du canon et donc le tir en marche. L'ajout d'espaces de rangement dans la soute fait diminuer le nombre de fantassins embarqué à sept.
- Strf 9040B : Strf 9040A amélioré avec une nouvelle conduite de tir et un nouveau système de stabilisation du canon installé à l'intérieur de la tourelle. Il reçoit un nouveau canon Bofors, le modèle 40/70Bc qui se distingue du 40/70Ba par son nouveau percuteur, optimisé pour le tir en marche. La suspension reçoit de nouveaux amortisseurs améliorant la manœuvrabilité de l'engin.
- Strf 9040B1 : treize Strf 9040B modifiés pour tirer l'obus 3P de calibre 40 mm à fusée chronométrique programmable. Ils possèdent également une climatisation et un revêtement pare-éclats.
- Strf 9040C : quarante-deux Strf 9040B et B1 surblindés avec un blindage composite AMAP. Le Strf 9040C possède un nouveau viseur thermique, la mitrailleuse coaxiale a été déplacée sur le toit. Ses épiscopes sont traités au laser et son système de climatisation a été modifié pour être plus performant. Ces engins sont entrés en service dans l'armée suédoise en 2000[8].
- Strf 9040C+ : Strf 9040C intégrant un bus de données CAN et d'une nouvelle caméra thermique pour le viseur du tireur.
- Lvkv 90 : véhicule antiaérien dérivé du Strf 9040, appelé également CV90AAV. Il possède un radar Harfang de chez Thomson-CSF connecté au réseau de défense antiaérienne suédois LuLIS. Il dispose du canon Bofors  40/70Bb employant des munitions à fusée programmables et possédant un débattement en site supérieur.
- Lvkv 90TD : pour Technology Demonstrator, il s'agit d'un Lvkv 90 équipé d'un système de stabilisation pour son canon.
- Stripbv 90 : véhicule de commandement utilisé dans les brigades et les bataillons de l'armée suédoise. Il possède un faux canon, un terminal de traitement de données DARTS, quatre radios Ra 421 ou Ra 480 et une radio Ra 195.
- Stripbv 90C : deux Stripbv 90 surblindés avec un blindage composite AMAP. Ces engins furent retirés du service en 2011.
- Epbv 90 : véhicule d'observation des tirs d'artillerie, il est dépourvu de canon. Il est également appelé CV90FOV.
- Epbv 90C : huit Epbv 90 surblindés avec un blindage composite AMAP.
- Bgbv 90 :  véhicule de dépannage possédant une grue à l'arrière gauche de châssis ainsi que deux treuils. La tourelle est remplacée par un tourelleau. Une lame de terrassement est montée à l'avant du Bgbv 90.
- Bgbv 90A1 : Bgbv 90 surblindé avec un blindage composite AMAP.
- Grkpbv 90 Mjölner : CV90 armé du mortier finlandais AMOS à canons jumelés de calibre 120 mm. Il possède une casemate à la place d'une tourelle ; cet engin est aussi connu sous l'appellation Grkpbv 90120. Quarante exemplaires sont commandés en décembre 2016 par la Suède pour 575 millions de couronnes suédoises (60 millions d'euros). Les livraisons eurent lieu en 2019[9].

### Modèles proposés sur les marchés étrangers
- CV90 Mk. I : également appelé CV9030N, il s'agit d'une version proposée à l'export du Strf 9040, elle est réarmée avec un canon mitrailleur Mk44 Bushmaster II de calibre 30 mm et son moteur Scania DSI14 est réglé afin de fournir une puissance de 605 ch.

- CV90 Mk. II : le Mk. II se distingue du Mk. I par la numérisation partielle de ses systèmes électroniques embarqués (vétronique).
- CV9030CH : Mk. II employé par l'armée suisse, il possède un châssis rallongé de 20 cm et rehaussé de 10 cm au niveau du compartiment arrière dont les portes sont remplacées par une rampe. Le moteur Scania DSI14 est réglé à une puissance de 670 ch. Le viseur thermique UTAAS est amélioré avec une caméra thermique de seconde génération.
- CV9030CH Command : véhicule de commandement basé sur le CV9030CH.
- CV9030FIN : Mk. II employé par l'armée finlandaise, il possède un châssis rehaussé de 10 cm au niveau du compartiment arrière et est recouvert d'un blindage rapporté MEXAS.
- CV9030FIN-K1 : véhicule de commandement basé sur le CV9030FIN.

- CV90 Mk. III : se distingue du Mk. II par la numérisation complète de ses systèmes électroniques embarqués (vétronique). Le Mk. III est armé d'un chain gun Bushmaster III de calibre 35 mm. Son moteur Scania DSI 14 est équipé d'une suralimentation à double étage faisant passer sa puissance à 800 ch à 2 350 tr/min. Pour supporter ce gain de puissance, la boîte de mécanismes Perkins X-300-5N a été remplacée par une Detroit Diesel Allison X-300-12Dk[10].

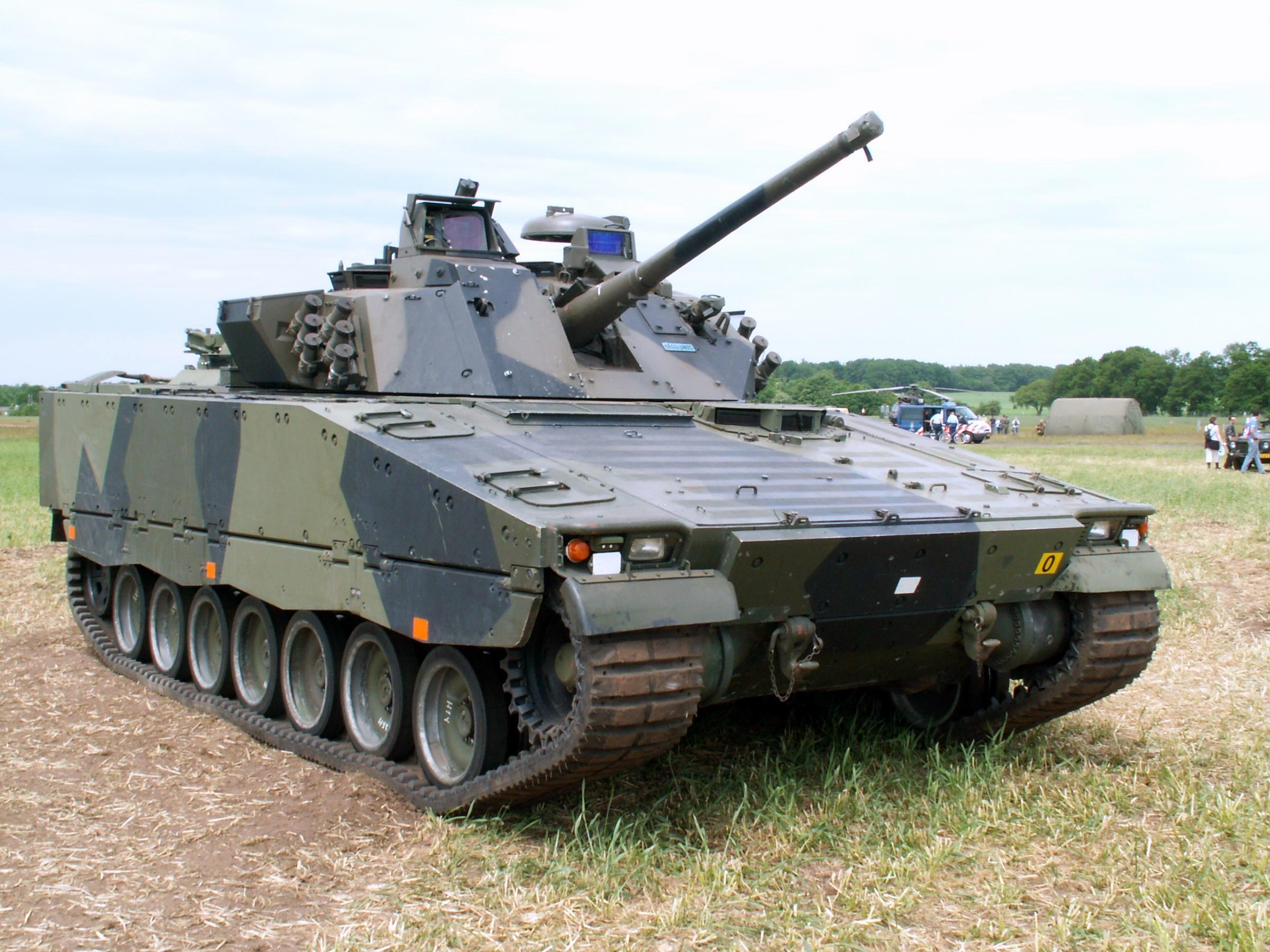
CV9035NL de l'armée néerlandaise équipé de chenilles souples.

- CV9035NL : Mk. III employé par l'armée néerlandaise, il possède un blindage rapporté RUAF RoofPRO-P et SidePro. Il possède un système de filtration d'air NRBC et quatre détecteurs d'alerte laser montés sur les quatre coins de sa tourelle.
- CV9035NL Command : véhicule de commandement basé sur le CV9035NL.
- CV9035NL MLU : CV9035NL rénové avec une nouvelle tourelle construite par Van Halteren Defence, intégrant entre autres un double lance-missiles Spike-LR II, un viseur panoramique élevable COAPS, des détecteurs d'alerte laser et un système de protection active Iron Fist LD de type hardkill. Le canon de calibre 35 mm a été déplacé de 50 cm vers l'avant de la tourelle pour libérer de la place. Le CV9035NL MLU est également équipé d'une nouvelle boîte de mécanismes Allison 3040 MX, un système de refroidissement plus performant et des chenilles souples de la société Soucy Defense[5].
- CV9035 DTV : véhicule destiné à la formation des pilotes, sa tourelle est remplacée par une cabine pouvant accueillir un instructeur et un observateur.
- CV9035DK : basé sur le Mk. III, le CV9035DK partage 80% de ses composants avec le CV9035NL néerlandais à l'exception de son blindage rapporté (MEXAS).
- CV9035DK Command : véhicule de commandement basé sur le CV9035DK.
- CV90 Mk. III+ : appelé aussi CV90 Mk. IIIb, il s'agit du CV90 Mk. I revalorisé au standard Mk. III.
- CV90N SPV : CV9030N équipé d'un tourelleau téléopéré ROWS armé d'une mitrailleuse lourde M2HB de calibre 12,7 mm, de chenilles souples Soucy et d'un blindage rapporté.
- CV9030N STING : version employée par le génie, elle est dépourvue de tourelle et possède une charrue de déminage.
- CV9030N MultiC : variante multirôle du CV90 Mk. III+, elle est basée sur un châssis de CV90 Mk. 1 dont le toit du compartiment arrière a été rehaussé et protégé par un blindage rapporté.
- CV9030N OPV : véhicule de reconnaissance basé sur le CV9030N, il possède un mât optronique Rheinmetall Vinghog Vintaq II.
- CV9030N STRILED : véhicule de commandement basé sur le CV9030N.

### Prototypes
- Strf 9040/56 : Strf 9040 équipé d'un module armé contenant deux missiles antichars Bofors RBS 56B BILL 2. Des problèmes de simbleautage entre le viseur du tireur et le système de guidage du missile ont mis un terme à ce projet[7].
- CV90105 : équipé de la tourelle française TML 105 armée du canon CN105G2 de calibre 105 mm à faible effort de recul. En 2014, la tourelle belge Cockerill XC-8 armée d'un canon 105HP 105 mm et équipée d'un système de chargement automatique fut installée sur le CV90105.
- CV90120-T : CV90 équipé de la tourelle, modifiée par Hagglunds, armée d'un canon lisse RUAG CTG L50 de calibre 120 mm. Il est également équipé d'un tourelleau téléopéré.
- Armadillo : véhicule blindé chenillé de transport de troupes développé sur base d'un châssis détourellé de CV90 Mk. III. Il a également été proposé en versions ambulance, mortier embarqué, de dépannage, de commandement ou de soutien logistique.
- CV90 Mk. IV : représentant la dernière génération de CV90, le Mk. IV possède une tourelle modulaire de série D, une suspension active, une vétronique de 4e génération et un moteur de 1 000 ch. Le Mk. IV est vendu comme un kit de revalorisation pour les anciens CV90.
- CV90 CZ : modèle proposé à l'armée tchèque, basé sur le Mk. IV.
- CV90 CZr : modèle proposé à l'armée tchèque équipé d'une tourelle inhabitée Kongsberg MCT-30. Les travaux de rehaussement du châssis et d'intégration de cette tourelle ont été effectué en coopération avec la société tchèque VOP CZ[7].

## Coût
En juin 2004, la Finlande a commandé 45 véhicules CV9030 pour un coût de 120 millions d'euros. Chaque exemplaire coûte 2,67 millions. À la fin de 2004, la Finlande a fait un autre achat, ce qui a amené la quantité commandée à plus de cent.
Land Systems Hägglunds a annoncé, en décembre 2005, que les Pays-Bas avaient commandé 184 CV9035 dont la valeur contractuelle s'élevait à 749 millions d'euros. Les livraisons qui devaient avoir lieu entre 2007 et 2010 ont été décalées d'une année.

## Utilisateurs
- Suède - Les premiers CV9040 furent livrés à l'armée suédoise en 1993, les 509 exemplaires incluent 42 CV9040C avec des surblindages[13],[14],[15].
- Norvège - 104 CV9030N[16],[17] CV9030N ont été livrés entre 1998 et 2000. En 2021, l'armée norvégienne possédait 164 exemplaires, 8 en version de génie et 12 de soutien ont été commandés en mars 2021[18].
- Suisse - 186 CV9030CH livrés entre 2002 et 2005[17] sous l'appellation Char de grenadier 2000 (char gren 2000/SPz 2000) et char de commandement 2000 (char com 2000/Kdo SPz 2000), équipant les grenadiers de chars.
- Finlande - Les premiers exemplaires du premier lot de 57 CV9030FIN furent livrés à l'armée finlandaise en 2003, le second lot comporte 45 exemplaires pour un total de 102 CV9030FIN[19],[20].
- Danemark - 45 CV9035DK[21] livrés à partir de 2007.
- Pays-Bas - 139 en ligne en 2017 sur 192 CV9035NL reçus (commande initiale de 184 véhicules[22] augmentée par la suite à 192[23]. Les livraisons ont lieu de 2007 à 2011. Des coupes dans le budget de la défense ont conduit à la vente de certains exemplaires à l'Estonie. Ils seront les premiers véhicules de l'OTAN à recevoir des "Systèmes de protection active" en série[24].
- Estonie - 44 CV9035NL ex néerlandais livrés à partir du 7 octobre 2016 et 37 coques de CV9030 ex-norvégiens qui doivent être réassemblées et transformées en véhicules de soutien technique et logistique livrés à partir de 2017[25],[26]
- Ukraine : 51 CV9040C ont été cédés par la Suède à L'Ukraine après une déclaration en ce sens le 15 février 2023 dans le cadre du plan d'aide militaire en réponse à l'invasion de l'Ukraine par la Russie[27]. 35 CV9035 Mk 3C nouvellement construits sont financés par la Suède (10) et le Danemark (25) et donnés à l'Ukraine[28]. Ils sont en service dans les 21e brigade et 93e brigade mécanisée et le 117e bataillon d'assaut[29].

| Opérateurs (Avril 2023) | Variante de base               | Commandes | Livraison du CV90 (Utilisateur principal) | Livraison du CV90 (Utilisateur principal) | Livraison du CV90 (Utilisateur principal) | Livraison du CV90 (Utilisateur principal) | Livraison du CV90 (Utilisateur principal) | Livraison du CV90 (Utilisateur principal) | Livraison du CV90 (Utilisateur principal) | Livraison du CV90 (Utilisateur principal) | Acheté d'occasion [ + ] Vendu d'occasion [ - ] | Donation [ + / - ] | Pertes et réserves | En service |
| Opérateurs (Avril 2023) | Variante de base               | Commandes | VCI                                       | Mortier                                   | Observateur d'artillerie                  | Canon antiaérien automoteur               | Variante de commandement                  | Dépannage / Génie                         | RECCE                                     | Autres                                    | Acheté d'occasion [ + ] Vendu d'occasion [ - ] | Donation [ + / - ] | Pertes et réserves | En service |
| Suède                   | Strf 9040                      | 589       | 354                                       | 40 (+ 40)                                 | 42                                        | 30                                        | 56                                        | 26                                        | 0                                         | 1                                         | 0                                              | - 50               | 0                  | 499        |
| Danemark                | CV9035DK Mk III                | 45        | 45                                        | 0                                         | 0                                         | 0                                         | 0                                         | 0                                         | 0                                         | 0                                         | 0                                              | 0                  | - 1                | 44         |
| Estonie                 | CV9035NL Mk III + CV9030N Mk I | 0         | 0                                         | 0                                         | 0                                         | 0                                         | 0                                         | 0                                         | 0                                         | 0                                         | + 81                                           | 0                  | 0                  | 81         |
| Finlande                | CV9030FIN Mk II                | 102       | 102                                       | 0                                         | 0                                         | 0                                         | 0                                         | 0                                         | 0                                         | 0                                         | 0                                              | 0                  | 0                  | 102        |
| Pays-Bas                | CV9035NL Mk III                | 193       | 187                                       | 0                                         | 0                                         | 0                                         | 0                                         | 0                                         | 0                                         | 6                                         | - 44                                           | 0                  | - 21 (reserve)     | 128        |
| Norvège                 | CV9030N Mk IIIb                | 164       | 74                                        | 24                                        | 0                                         | 0                                         | 15                                        | 28                                        | 21                                        | 2                                         | - 37                                           | 0                  | 0                  | 127        |
| Suisse                  | CV9030CH Mk II                 | 186       | 154                                       | 0                                         | 0                                         | 0                                         | 32                                        | 0                                         | 0                                         | 0                                         | 0                                              | 0                  | 0                  | 186        |
| Ukraine                 | Strf 9040 C Mk I               | 0         | 0                                         | 0                                         | 0                                         | 0                                         | 0                                         | 0                                         | 0                                         | 0                                         | 0                                              | + 50               | - 1                | 49         |
| Tchéquie                | CV9030CZ Mk IV                 | 246       | 141                                       | 0                                         | 12                                        | 0                                         | 31                                        | 28                                        | 18                                        | 16                                        | 0                                              | 0                  | 0                  | 0          |
| Slovaquie               | CV9035SK Mk IV                 | 152       | 122                                       | 0                                         | 0                                         | 0                                         | 15                                        | 3                                         | 9                                         | 3                                         | 0                                              | 0                  | 0                  | 0          |
| Total                   | Total                          | 1677      | 916 (+ 263)                               | 64 (+ 40)                                 | 42 (+ 12)                                 | 62 –                                      | 71 (+ 46)                                 | 54 (+ 31)                                 | 21 (+ 27)                                 | 9 (+ 19)                                  | 0                                              | 0                  | - 23               | 1216       |
| Total                   | Total                          | 1677      | 1239 (+ 438)                              |                                           |                                           |                                           |                                           |                                           |                                           |                                           | 0                                              | 0                  | - 23               | 1216       |

### Autre
La Pologne a monté une tourelle de CV9040 sur un BWP-40 (hybride d'un BWP-1 et d'un CV90). Un seul prototype a été construit.

## Galerie

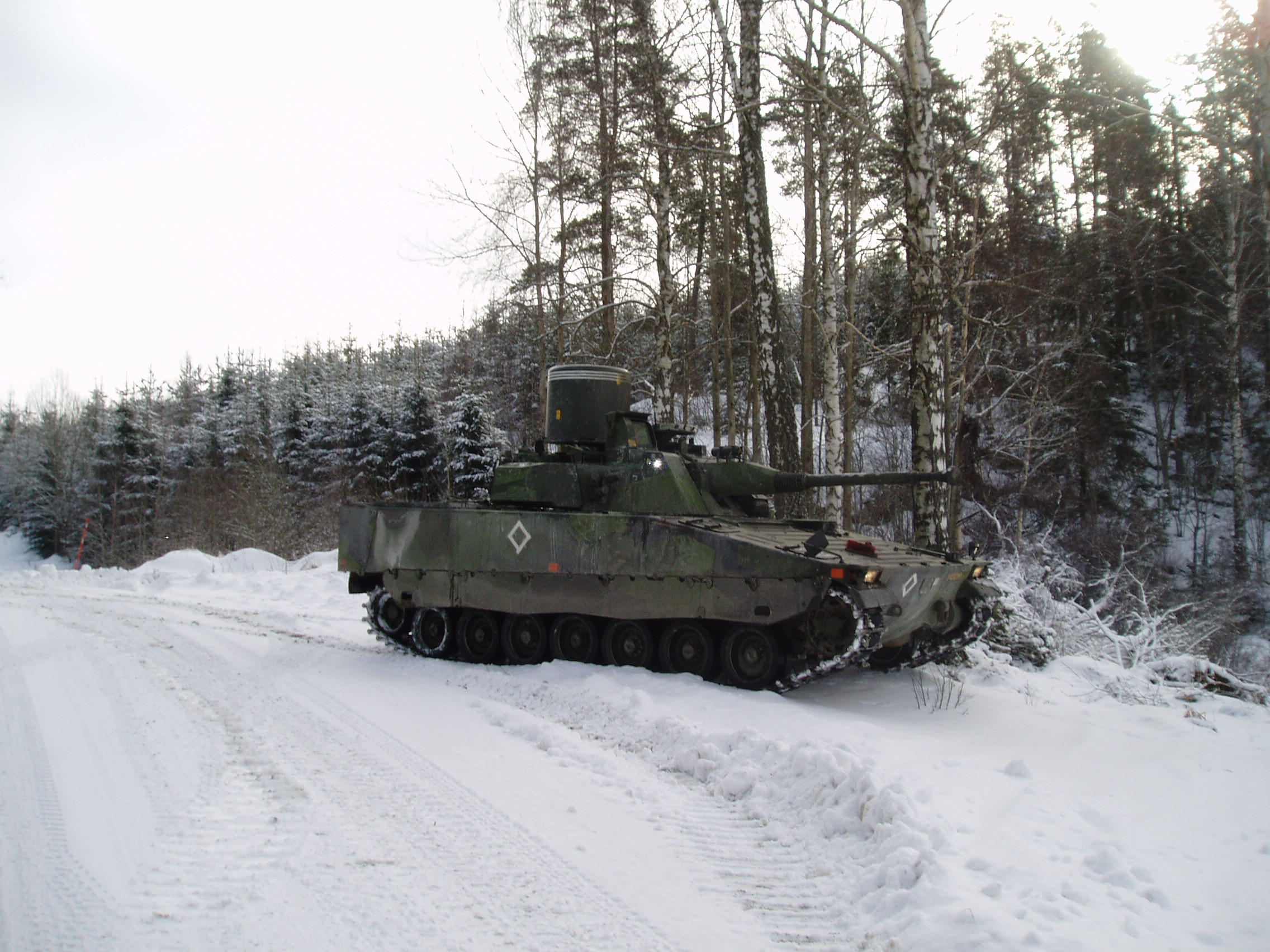
Un Lvkv 90 antiaérien est reconnaissable par son radôme cylindrique.
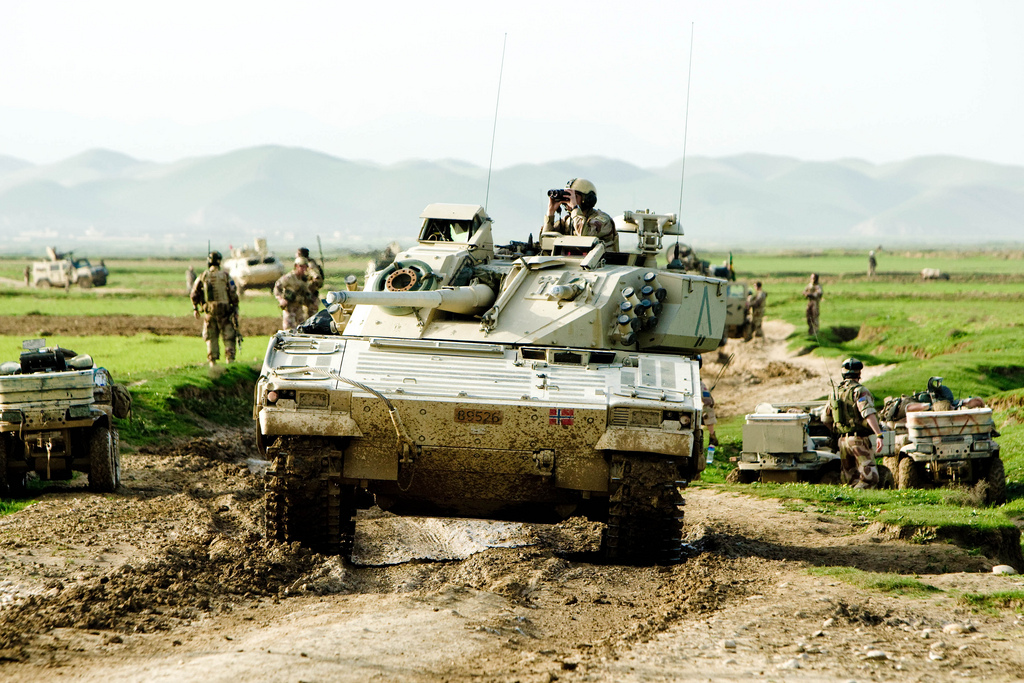
Un CV9030N norvégien déployé en Afghanistan, en mars 2010.
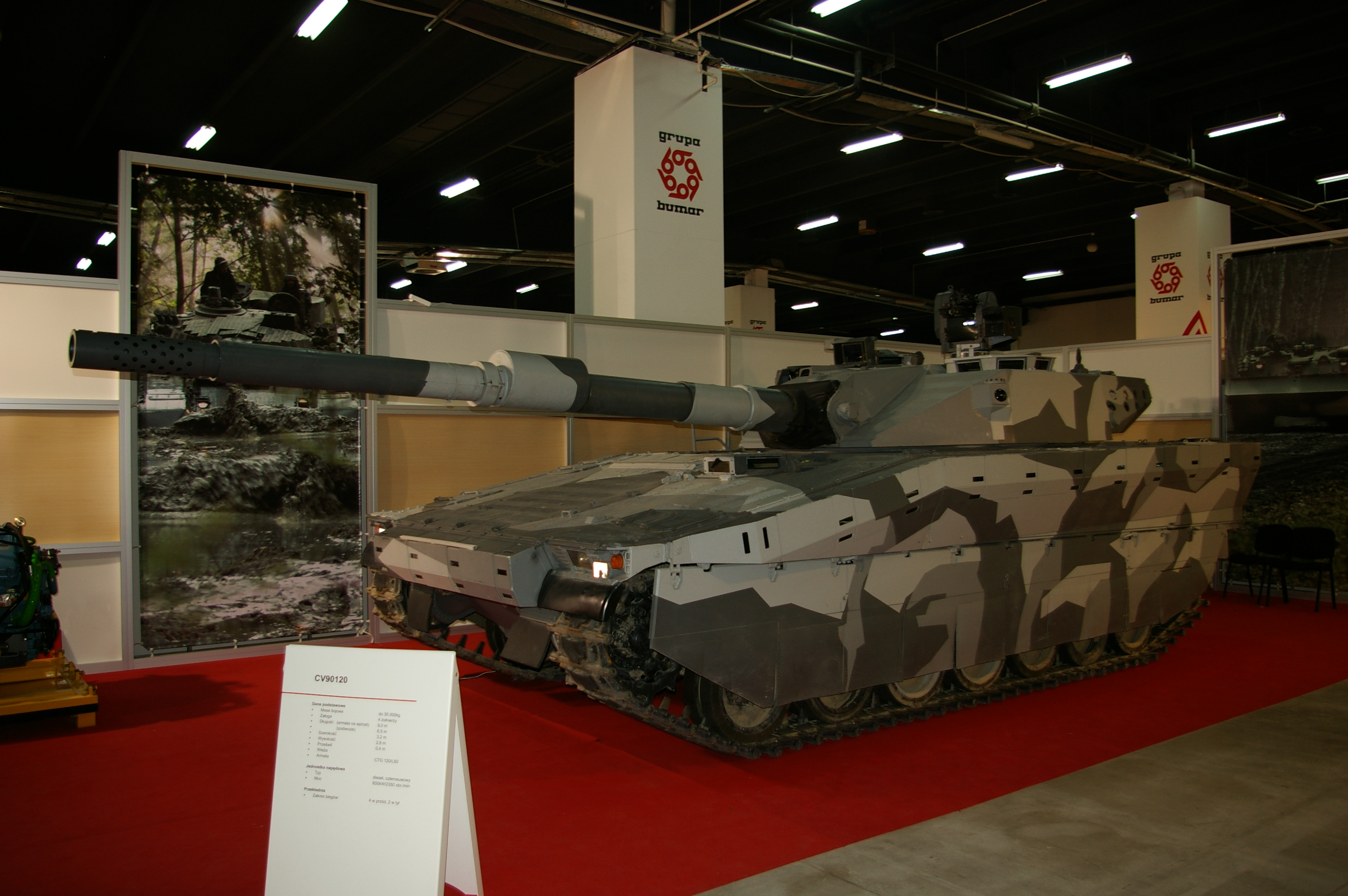
Le prototype du CV90120-T en 2007.
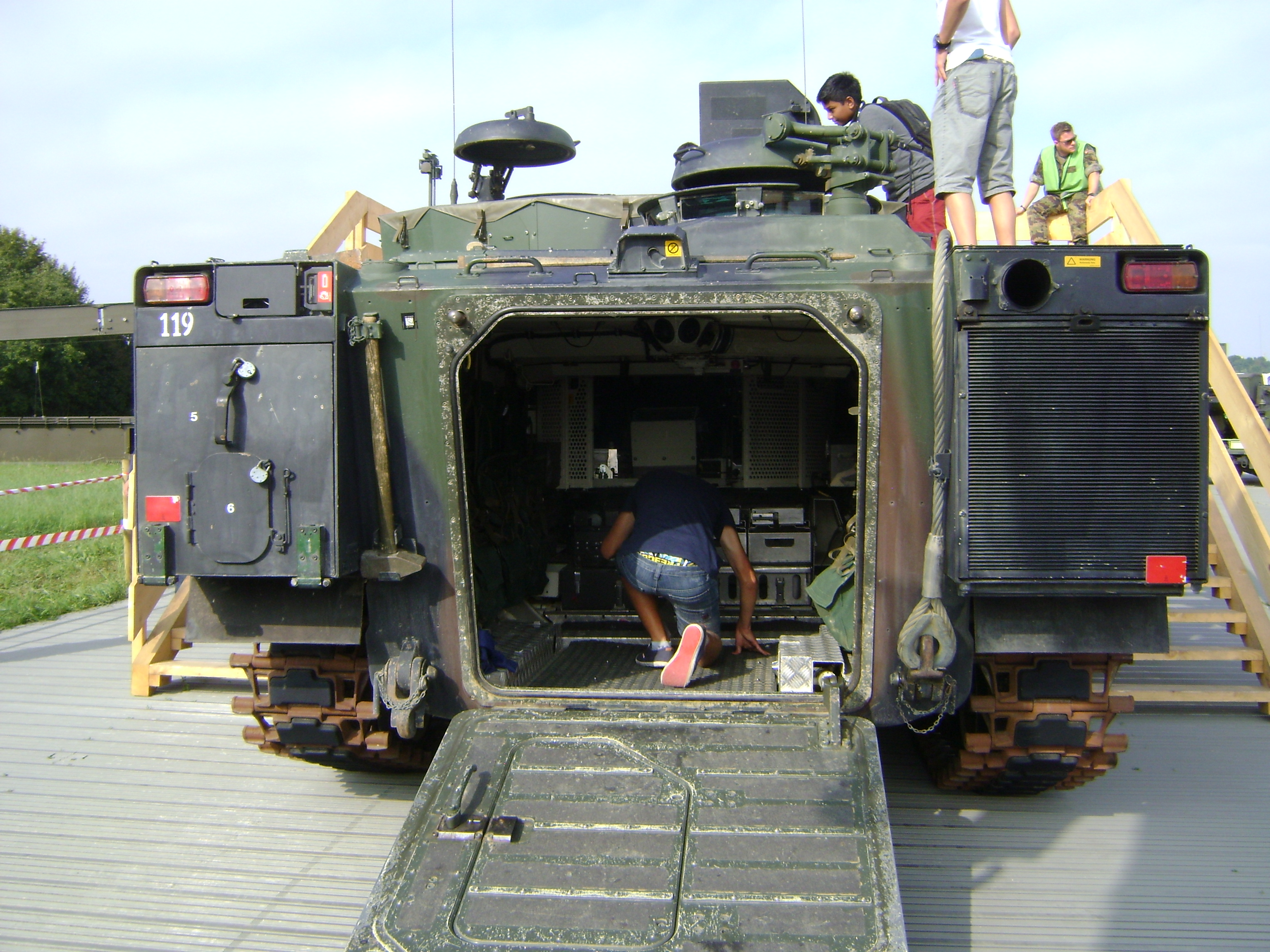
Vue de la rampe du compartiment arrière d'un CV9030CH suisse.